# Bulbul à tête sombre
Arizelocichla nigriceps
Espèce
Statut de conservation UICN

 LC  : Préoccupation mineure
Synonymes
- Andropadus nigriceps (désuet)

Le Bulbul à tête sombre (Arizelocichla nigriceps) est une espèce de passereaux de la famille des Pycnonotidae.

## Répartition
Cet oiseau est endémique de l'afromontane orientale.

## Systématique
Le Bulbul à gorge verte (Arizelocichla chlorigula) est considéré par certains ornithologistes comme une sous-espèce d'Arizelocichla nigriceps.

## Sous-espèces
D'après Alan P. Peterson, il existe les deux sous-espèces suivantes :
- Arizelocichla nigriceps nigriceps (Shelley) 1889
- Arizelocichla nigriceps usambarae (Grote) 1919

Deux sous-espèces anciennement considérées comme appartenant au bubul à tête sombre sont maintenant considérées comme des espèces à part entière :
- A. n. fusciceps (Shelley) 1893 est maintenant Arizelocichla fusciceps, le Bulbul à tête fauve
- A. n. neumanni (Hartert) 1922 est maintenant Arizelocichla neumanni, le Bulbul des Uluguru